# Noruega en los Juegos Paralímpicos de Barcelona 1992
Noruega estuvo representada en los Juegos Paralímpicos de Barcelona 1992 por un total de 38 deportistas, 33 hombres y cinco mujeres.

## Medallistas
El equipo paralímpico noruego obtuvo las siguientes medallas:
| Nombre              | Deporte                   | Evento                      |
| ------------------- | ------------------------- | --------------------------- |
| Oro                 |                           |                             |
| Liv Tone Lind       | Natación                  | 50 m libre S2 femenino      |
| Liv Tone Lind       | Natación                  | 100 m libre S2 femenino     |
| Eva Renate Nesheim  | Natación                  | 50 m mariposa S7 femenino   |
| Eva Renate Nesheim  | Natación                  | 400 m libre S7 femenino     |
| Noel Pedersen       | Natación                  | 100 m braza B3 masculino    |
| Noel Pedersen       | Natación                  | 200 m braza B3 masculino    |
| Noel Pedersen       | Natación                  | 200 m espalda B3 masculino  |
| Johan Siqveland     | Natación                  | 50 m libre S8 masculino     |
| Johan Siqveland     | Natación                  | 100 m libre S8 masculino    |
| Helge Bjørnstad     | Natación                  | 100 m espalda S9 masculino  |
| Helge Bjørnstad     | Natación                  | 200 m estilos SM9 masculino |
| Erling Trondsen     | Natación                  | 100 m mariposa S8 masculino |
| Andreas Strand      | Natación                  | 400 m libre B3 masculino    |
| Plata               |                           |                             |
| Terje Løvås         | Atletismo                 | 1500 m B1 masculino         |
| Tofiri Kibuuka      | Atletismo                 | Maratón B1 masculino        |
| Frank Gyland        | Levantamiento de potencia | –82,5 kg masculino          |
| Eva Renate Nesheim  | Natación                  | 100 m libre S7 femenino     |
| Noel Pedersen       | Natación                  | 50 m libre B3 masculino     |
| Noel Pedersen       | Natación                  | 100 m espalda B3 masculino  |
| Noel Pedersen       | Natación                  | 200 m estilos B3 masculino  |
| Noel Pedersen       | Natación                  | 400 m estilos B3 masculino  |
| Erling Trondsen     | Natación                  | 50 m libre S8 masculino     |
| Erling Trondsen     | Natación                  | 100 m libre S8 masculino    |
| Erling Trondsen     | Natación                  | 200 m estilos SM8 masculino |
| Johan Siqveland     | Natación                  | 400 m libre S8 masculino    |
| Helge Bjørnstad     | Natación                  | 400 m libre S9 masculino    |
| Bronce              |                           |                             |
| Mona Ullmann        | Atletismo                 | Jabalina B1-3 femenino      |
| Mona Ullmann        | Atletismo                 | Disco B2 femenino           |
| Mona Ullmann        | Atletismo                 | Peso B2 femenino            |
| Terje Løvås         | Atletismo                 | 5000 m B1 masculino         |
| Noel Pedersen       | Natación                  | 100 m libre B3 masculino    |
| Stig Morten Sandvik | Natación                  | 100 m libre S4 masculino    |
| Andreas Strand      | Natación                  | 200 m estilos B3 masculino  |